# Mauzoleum Piastów Śląskich w Krzeszowie
Mauzoleum Piastów Śląskich – miejsce spoczynku Piastów śląskich znajdujące się przy bazylice Wniebowzięcia NMP w Krzeszowie.

## Historia
Do wschodniej ściany prezbiterium bazyliki Wniebowzięcia NMP w Krzeszowie zostało dobudowane w latach 1735–1747 mauzoleum Piastów. Kaplica nagrobna, nałożona na prostokącie, zamknięta od wschodu dwoma absydami, nakryta dwoma kopułami. We wnętrzu zachowały się kolorowe marmury i bogate freski o treści alegorycznej, całopostaciowe tumby grobowe Bolka I (zm. 1301) i Bolka II (zm. 1368). Zostały one przeniesione z rozebranego kościoła gotyckiego (grobowca Bernarda Statecznego nie przeniesiono). Barokowe cokoły flankują naturalnej wielkości rokokowe rzeźby żon obydwu władców. Umieszczono w mauzoleum również epitafium rzekomego Bolka III, syna Bolka II Małego; książę taki nie istniał, ale w okresie, gdy budowano bazylikę, jego istnienie, odnotowane w niemieckojęzycznych legendach, uważano za fakt. W środku ołtarz bogato zdobiony alegorycznymi rzeźbami tematycznie nawiązującymi do tragicznej śmierci rzekomego Bolka III. Freski na sklepieniu kopuły przedstawiają dzieje klasztoru i są dziełem  J. W. Neunhertza i powstały w 1736. Obrazy do ołtarzy: Apoteoza Wszystkich Świętych, Święty Wacław, Święta Jadwiga namalował Felix Anton Scheffler.

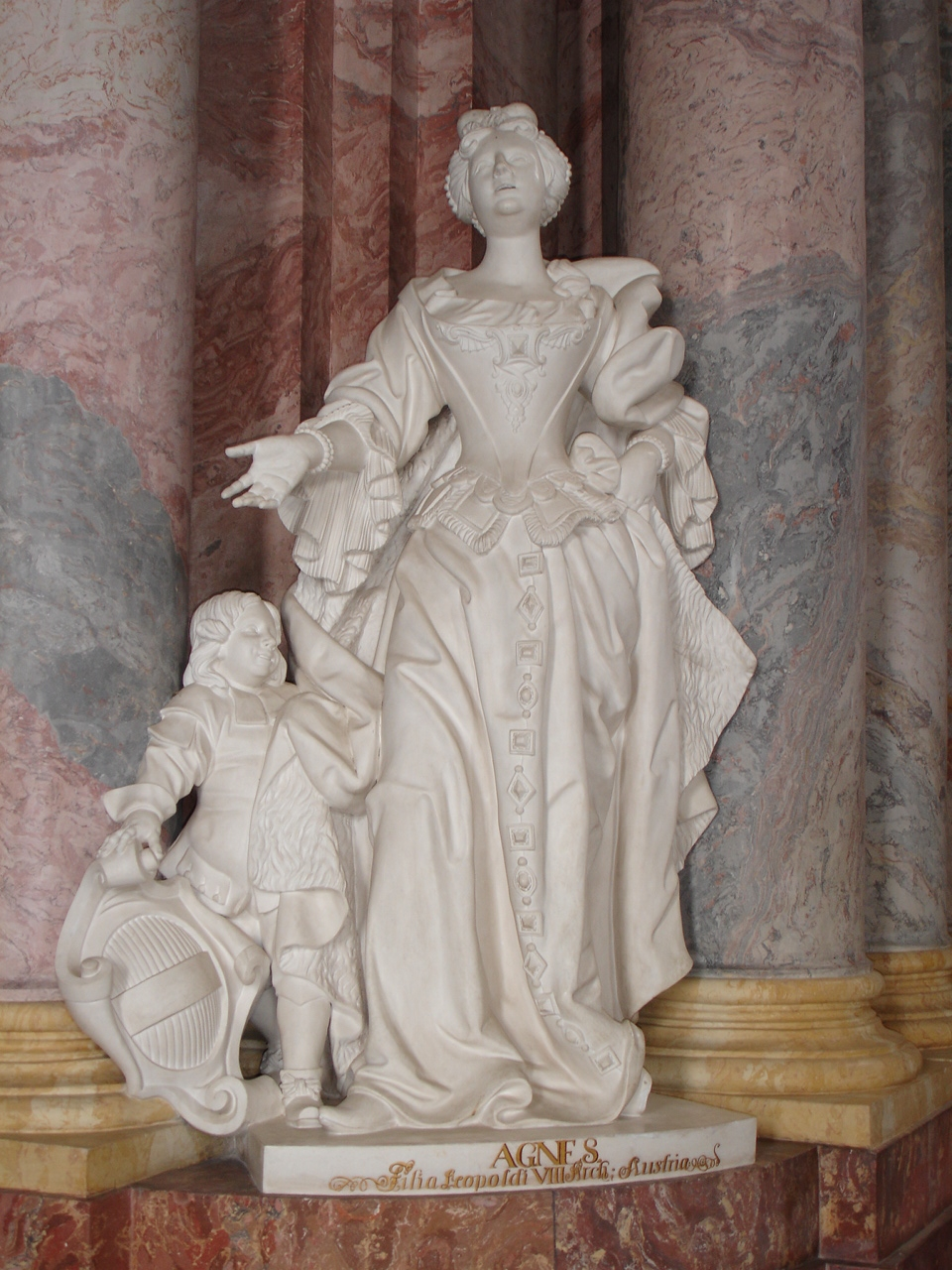
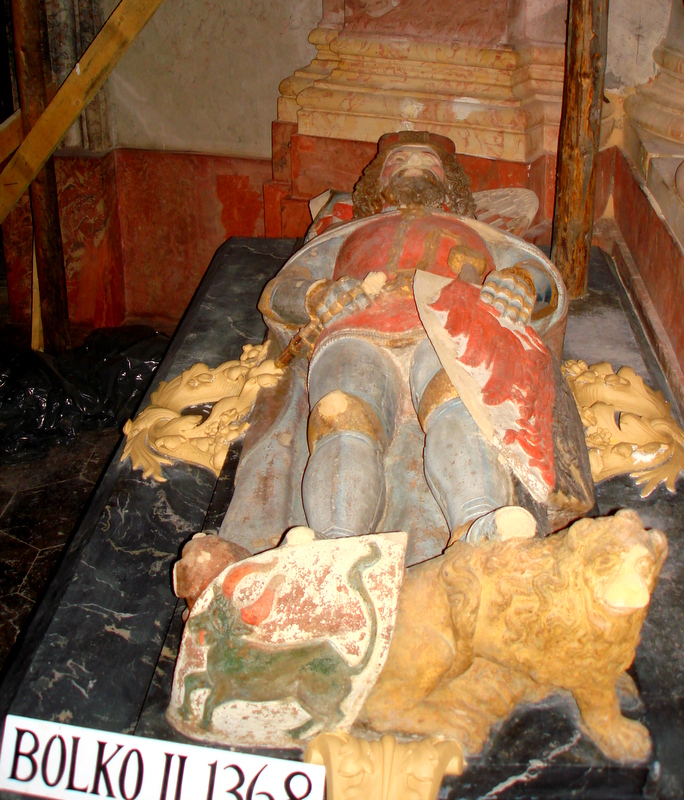
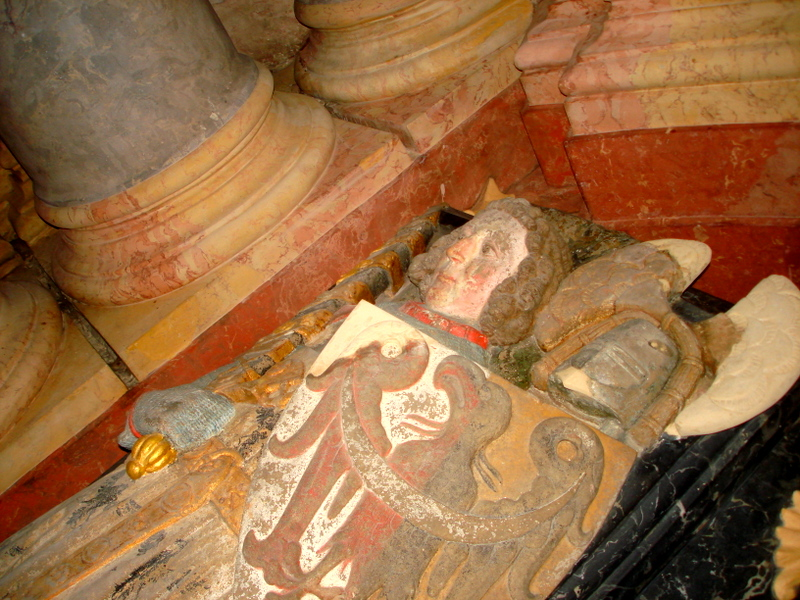
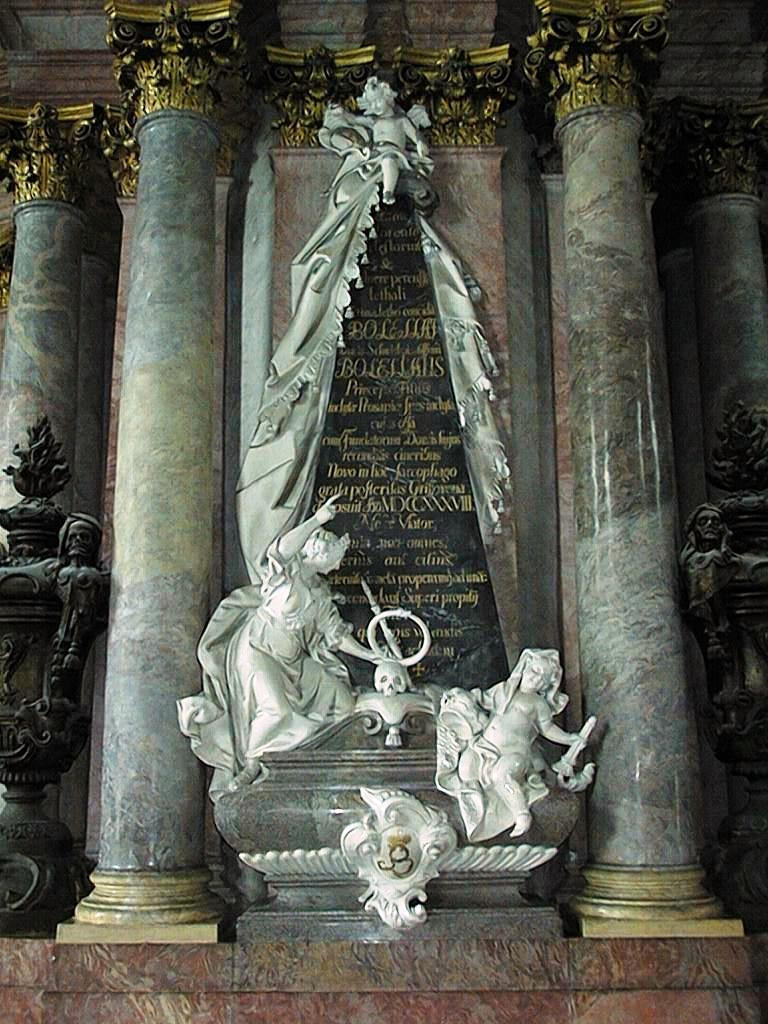